# Мала Азија
Мала Азија (турски: Küçük Asya, на средњовековном и модерном грчком: , модерно ), често називана и Западна Анадолија, је полуострво у југозападној Азији. Обухвата око 60% територије на западу азијског дела Турске.

## Географија
Полуострво се простире између Црног мора на северу, Егејског на западу и Средоземног мора на југу. На истоку се граничи са Јерменском висоравни коју у Турској често означавају као Источна Анадолија. Западна и јужна обала Мале Азије (укључујући и приморје Сирије) назива се још и Левант.

## Становништво
Мала Азија је била колевка многих цивилизација, још од праисторијске епохе. 
Велике цивилизације и значајни народи су покушавали да се населе или да овладају Малом Азијом: Колхиђани, Лувијанци, Хетити, Фригијци, Кимеријанци, Лидијци, Персијанци, Келти, Грци, Пелазги, Јермени, Римљани, Готи, Курди, Византинци, Турци Селџуци, Турци Османлије. Ови народи су припадали различитим етничким и језичким традицијама.

### Језици
Становници Мале Азије су говорили индоевропским, семитским, као и многим језицима нејасног порекла. У последње време, има научника који верују да је Мала Азија прапостојбина индоевропских језика. Има показатеља да је Мала Азија и прапостојбина Етрураца.
Данас становници Мале Азије углавном говоре турским језиком. Турци су се појавили у Малој Азији у 11. веку. Упркос томе, у Малој Азији има и других народа: до почетка 20. века, у западним и северним деловима тамо су живели Грци, али су протерани у доба младотурске револуције. Највеће етничко чишћење доживели су Јермени. Још увек, значајан број Курда живи као етничка и лингвистичка мањина у југоисточним деловима Мале Азије, упркос прогонима турске државе.